# Бюлах
Бюлах (нім. Bülach) — місто  в Швейцарії в кантоні Цюрих, округ Бюлах.

## Географія
Місто розташоване на відстані близько 105 км на північний схід від Берна, 17 км на північ від Цюриха.
Бюлах має площу 16,1 км², з яких на 30% дозволяється будівництво (житлове та будівництво доріг), 30,7% використовуються в сільськогосподарських цілях, 39% зайнято лісами, 0,3% не є продуктивними (річки, льодовики або гори).

## Демографія
2019 року в місті мешкало 21 372 особи (+22% порівняно з 2010 роком), іноземців було 28%. Густота населення становила 1328 осіб/км².
За віковим діапазоном населення розподілялося таким чином: 20,7% — особи молодші 20 років, 62,6% — особи у віці 20—64 років, 16,7% — особи у віці 65 років та старші. Було 9385 помешкань (у середньому 2,2 особи в помешканні).
Із загальної кількості 10 973 працюючих 91 був зайнятий в первинному секторі, 2403 — в обробній промисловості, 8479 — в галузі послуг.